# Shahzad Gul Aryobee
Shahzad Gul Aryobee (Provincia de Paktiyá, 1980) es un político y diplomático afgano, actual Embajador de la República Islámica de Afganistán en la República Checa. Así mismo, también sirvió como Ministro de Comunicaciones y Tecnología entre 2017 y 2019. 

## Biografía
Hijo del abogado Wazir Gul, Shahzad Gul nació en 1980 en la Provincia de Paktiyá, al oriente de Afganistán. Se graduó con estudios universitarios en Administración de Empresas. Así mismo, posee especializaciones en Ciencias de la Computación, Tecnologías de la Información, Gestión de Proyectos, Infraestructura comunicativa y Seguridad Cibernética.
Tras la caída del Emirato Islámico de Afganistán, Gul Aryobee se desempeñó en múltiples empresas de seguridad cibernética y de manejo de datos en Afganistán y Pakistán. Posteriormente fue asesor de Planificación y Políticas del Ministerio de Fronteras y Asuntos Tribales. En 2015 fue nombrado como director general de la Oficina Cibernética del Ministerio de Finanzas.
El 6 de agosto de 2017, mediante el decreto 1572, fue nominado y nombrado como Ministro de Comunicaciones y Tecnología de la Información de Afganistán, en reemplazo de Sayed Sadaat, quien renunció. Recibió el aval de la Asamblea Nacional el 4 de diciembre del mismo año, cuando asumió de manera titular el puesto.
Fue ministro hasta mayo de 2019, cuando fue reemplazado por el empresario Fahim Hashimy. Posteriormente, en noviembre del mismo año, fue nombrado Embajador en República Checa.